# Красный Яр (Гайнский район)
Красный Яр — посёлок в Гайнском районе Пермского края. Входит в состав Иванчинского сельского поселения. Располагается юго-западнее районного центра, посёлка Гайны. Расстояние до районного центра составляет 46 км. По данным Всероссийской переписи населения 2010 года, в посёлке проживало 158 человек (86 мужчин и 72 женщины).

## История
По данным на 1 июля 1963 года, в посёлке проживало 402 человека. Населённый пункт входил в состав Иванчинского сельсовета.